# Erich Isselhorst
Erich Isselhorst, född 5 februari 1906 i Sankt Avold, död 23 februari 1948 i Strasbourg, var en tysk promoverad jurist och SS-Standartenführer. Han var chef för Gestapo i Köln och senare i München. Under ockupationen av Sovjetunionen 1941–1944 var Isselhorst befälhavare för Einsatzkommando 8 och därefter Sonderkommando 1b, mobila insatsenheter som mördade judar, partisaner och andra för Tredje riket misshagliga personer i Litauen, Lettland, Ryssland och Vitryssland. År 1944 var han befälhavare för Sicherheitspolizei (Sipo) och Sicherheitsdienst (SD) i området Elsass med säte i Strasbourg.

## Biografi
Erich Isselhorst studerade mellan 1927 och 1930 rättsvetenskap vid universiteten i Köln och München och avlade juris doktorsexamen vid det förstnämnda 1931 med avhandlingen Die Schlichtungsnotverordnung. Isselhorst tillhörde den grupp av jurister som gjorde karriär inom Sicherheitsdienst för att under Operation Barbarossa ingå i Einsatzgruppen, som i öst hade i uppgift att bedriva ett ideologiskt förintelsekrig. I denna grupp ingick även bland andra Walter Stahlecker, Martin Sandberger, Rudolf Bilfinger, Albert Rapp och Eugen Steimle. 
Isselhorst inträdde i SS 1934 och i Gestapo året därpå. År 1936 blev han chef för Gestapo i Köln. Efter Anschluss, Tysklands annektering av Österrike i mars 1938, gavs han i uppdrag att organisera Gestapo i Klagenfurt.
Den 22 juni 1941 anföll Tyskland sin tidigare bundsförvant Sovjetunionen. I kölvattnet på de avancerande tyska arméerna följde Einsatzgruppen, mobila insatsstyrkor med uppdrag att mörda judar, partisaner och politiska kommissarier, så kallade politruker. Isselhorst var från september till november 1942 befälhavare för Einsatzkommando 8, som opererade i Vitryssland och Ryssland och från juni till oktober 1943 befälhavare för Sonderkommando 1b. Isselhorst ledde bland annat likvideringen av gettot i Hlybokaye i augusti 1943.
I januari 1944 utnämndes Isselhorst till befälhavare för Sicherheitspolizei och Sicherheitsdienst i Strasbourg. Hans huvudsakliga uppgift bestod i att bekämpa den franska motståndsrörelsen i området. I november 1944 befriades Elsass av franska trupper och Isselhorst återvände till Berlin. Under andra världskrigets sista månader var han verksam vid Reichssicherheitshauptamt, Nazitysklands säkerhetsministerium. I juni 1945 greps Isselhorst av amerikanska soldater och utlämnades i maj 1946 till brittiska myndigheter. I juni 1946 dömde en brittisk militärdomstol Isselhorst till döden, men han utlämnades till Frankrike, där en militärdomstol dömde honom till döden i maj 1947. Isselhorst avrättades genom arkebusering i februari 1948.